# Urmel aus dem Eis
Urmel aus dem Eis (Engels: Impy's Island) is een Duitse computeranimatiefilm uit 2006, geregisseerd door Reinhard Klooss en Holger Tappe. De film is gebaseerd op het gelijknamige kinderboek van Max Kruse.

## Verhaal
De film vertelt het verhaal van een tropisch eiland genaamd Titiwu, waar bijzondere dieren en mensen een baby-dinosaurus ontdekken uit een bevroren berg, sinds de prehistorie.

## Stemverdeling
| Rol                    | Soort             | Stemacteur             |
| ---------------------- | ----------------- | ---------------------- |
| Urmel                  | Dinosaurus        | Domenic Redl           |
| Wutz                   | Varken            | Anke Engelke           |
| Prof. Habakuk Tibatong | Mens              | Wigald Boning          |
| Ping                   | Keizerspinguïn    | Stefan Krause          |
| Wawa                   | Varaan            | Frank Schaff           |
| Schusch                | Schoenbekooievaar | Oliver Pocher          |
| König Pumponell        | Mens              | Klaus Sonnenschein     |
| Sami                   | Mens              | Florian Halm           |
| Seelefant              | Zeeolifant        | Wolfgang Völz          |
| Tim Tintenklecks       | Mens              | Kevin Ianotta          |
| Dr. Zwengelmann        | Mens              | Christoph Maria Herbst |

## Prijzen en nominaties
| Jaar | Prijs                                 | Categorie            | Genomineerde(n)                | Uitslag  |
| ---- | ------------------------------------- | -------------------- | ------------------------------ | -------- |
| 2006 | Internationaal Filmfestival van Gijón | Young Audience Award | Reinhard Klooss & Holger Tappe | Gewonnen |